# هری فولر
هری فولر (انگلیسی: Harry Fowler; ۱۰ دسامبر ۱۹۲۶ – ۴ ژانویهٔ ۲۰۱۲) یک هنرپیشه اهل بریتانیا بود. وی بین سال‌های ۱۹۴۲ تا ۲۰۰۴ میلادی فعالیت می‌کرد.
از فیلم‌ها یا برنامه‌های تلویزیونی که وی در آن نقش داشته‌است می‌توان به پرومتئوس، لورنس عربستان، شیکاگو جو و دختر نمایش و نانی اشاره کرد.